# Liste der Naturdenkmale in Oberderdingen
| Naturdenkmale | Anzahl |
| ------------- | ------ |
| FND           | 9      |
| END           | 10     |
| Gesamt        | 19     |

Die Liste der Naturdenkmale in Oberderdingen nennt die verordneten Naturdenkmale (ND) der im baden-württembergischen Landkreis Karlsruhe liegenden Stadt Oberderdingen. In Oberderdingen gibt es insgesamt 19 als Naturdenkmal geschützte Objekte, davon neun flächenhafte Naturdenkmale (FND) und zehn Einzelgebilde-Naturdenkmale (END).
Stand: 1. November 2016.

## Flächenhafte Naturdenkmale (FND)
| Name                     | Bild | Kennung     | Einzelheiten  | Position | Fläche Hektar | Datum         |
| ------------------------ | ---- | ----------- | ------------- | -------- | ------------- | ------------- |
| Am Kürnberg              | BW   | 82150590013 | Oberderdingen | ⊙        | 1,1           | 19. Feb. 1986 |
| Aufschluss am Horn       | BW   | 82150590016 | Oberderdingen | ⊙        | 0,2           | 9. Dez. 1987  |
| Bremichhohle             | BW   | 82150590015 | Oberderdingen | ⊙        | 0,8           | 9. Dez. 1987  |
| Erlenwald                | BW   | 82150590020 | Oberderdingen | ⊙        | 1,8           | 22. Dez. 1987 |
| Kraichsee                | BW   | 82150590004 | Oberderdingen | ⊙        | 1,5           | 9. März 1987  |
| Kupferhaldenhohlung      | BW   | 82150590017 | Oberderdingen | ⊙        | 1,4           | 9. Dez. 1987  |
| Neuwiesen                | BW   | 82150590019 | Oberderdingen | ⊙        | 3,2           | 7. Mai 1987   |
| Tauchstein               | BW   | 82150590001 | Oberderdingen | ⊙        | 0,6           | 9. März 1987  |
| Zigeunerbrunnen          | BW   | 82150590014 | Oberderdingen | ⊙        | 1,3           | 9. März 1987  |
| Legende für Naturdenkmal |      |             |               |          |               |               |

## Einzelgebilde (END)
| Name                                                             | Bild | Kennung     | Einzelheiten  | Position | Fläche Hektar | Datum        |
| ---------------------------------------------------------------- | ---- | ----------- | ------------- | -------- | ------------- | ------------ |
| Kastanie Schulstraße                                             | BW   | 82150590011 | Oberderdingen | ⊙        | 0,0           | 9. März 1987 |
| Linde am Bahnhof                                                 | BW   | 82150590003 | Oberderdingen | ⊙        | 0,0           | 9. März 1987 |
| Linde bei der Sonnenhalde                                        | BW   | 82150590005 | Oberderdingen | ⊙        | 0,0           | 9. März 1987 |
| Linde beim ehemaligen Amts- und Pflegehof des Klosters Herrenalb | BW   | 82150590006 | Oberderdingen | ⊙        | 0,0           | 9. März 1987 |
| Linde vor der Unterdörfer Kirche                                 | BW   | 82150590007 | Oberderdingen | ⊙        | 0,0           | 9. März 1987 |
| Speierling beim Wilfenberg                                       | BW   | 82150590008 | Oberderdingen | ⊙        | 0,0           | 9. März 1987 |
| Speierling in der Bremichhohlung                                 | BW   | 82150590009 | Oberderdingen | ⊙        | 0,0           | 9. März 1987 |
| Trauerweide am Ortsausgang                                       | BW   | 82150590012 | Oberderdingen | ⊙        | 0,0           | 9. März 1987 |
| 2 Platanen, 1 Ginkgo Schloß Flehingen                            | BW   | 82150590002 | Oberderdingen | ⊙        | 0,0           | 9. März 1987 |
| 2 Speierlinge beim Kupferhaldenkopf                              | BW   | 82150590010 | Oberderdingen | ⊙        | 0,0           | 9. März 1987 |
| Legende für Naturdenkmal                                         |      |             |               |          |               |              |